# Churchill ARK Mk I
O Churchill ARK Mk I foi uma variante do tanque principal Churchill Mk. IV, e o primeiro lançador de pontes do Reino Unido após a Primeira Guerra Mundial. Testado no período entre-guerras visando a necessidade de veículos para travessia de obstáculos. Então surgiu em 1943, o primeiro Veículo Blindado de Transporte de Rampa (VBTR), o ARK Mk I. Era um chassi do tanque Churchuill, em que a torre da arma principal havia seido removida e com uma chapa de proteção soldada sobre a abertura, tinha trilhos de madeira ao longo da parte superior. Assim o ARK podia transpor fossos ou obstáculos e, quando as duas rampas dobráveis eram baixadas, ele se transformava em uma ponte para outros veículos. Entre as variantes havia o Churchill Woodlark - que usava foguetes para acessar as rampas e colocá-las em posição -, e o Churchill Great Eastern, que usava um sistema de rampa levadiça, mas não teve um bom desempenho.

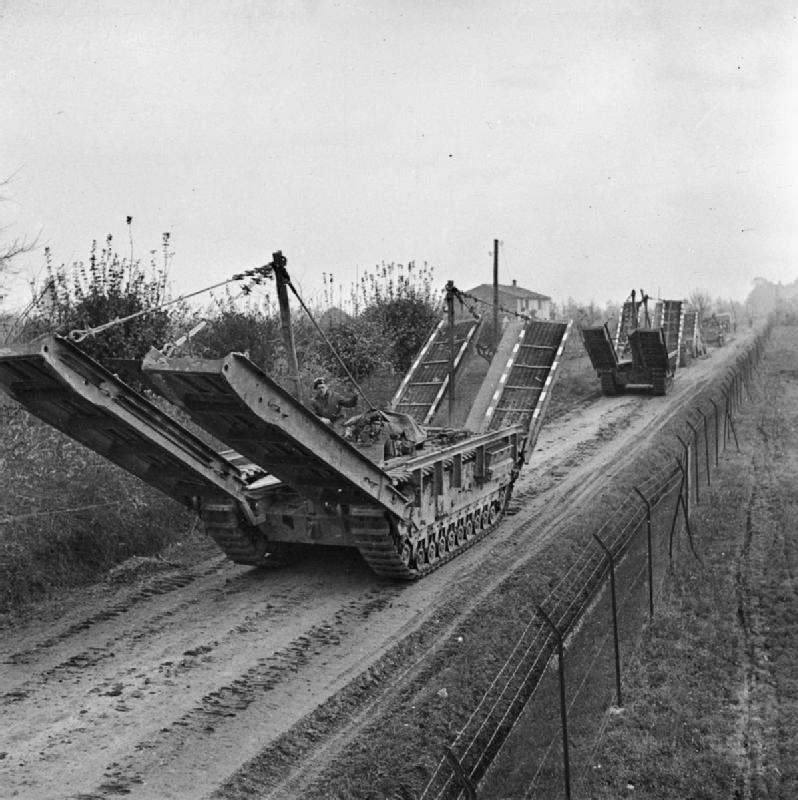
Alguns Churchill ARK passado próximo à Forlì, Itália em 9 de novembro de 1944.
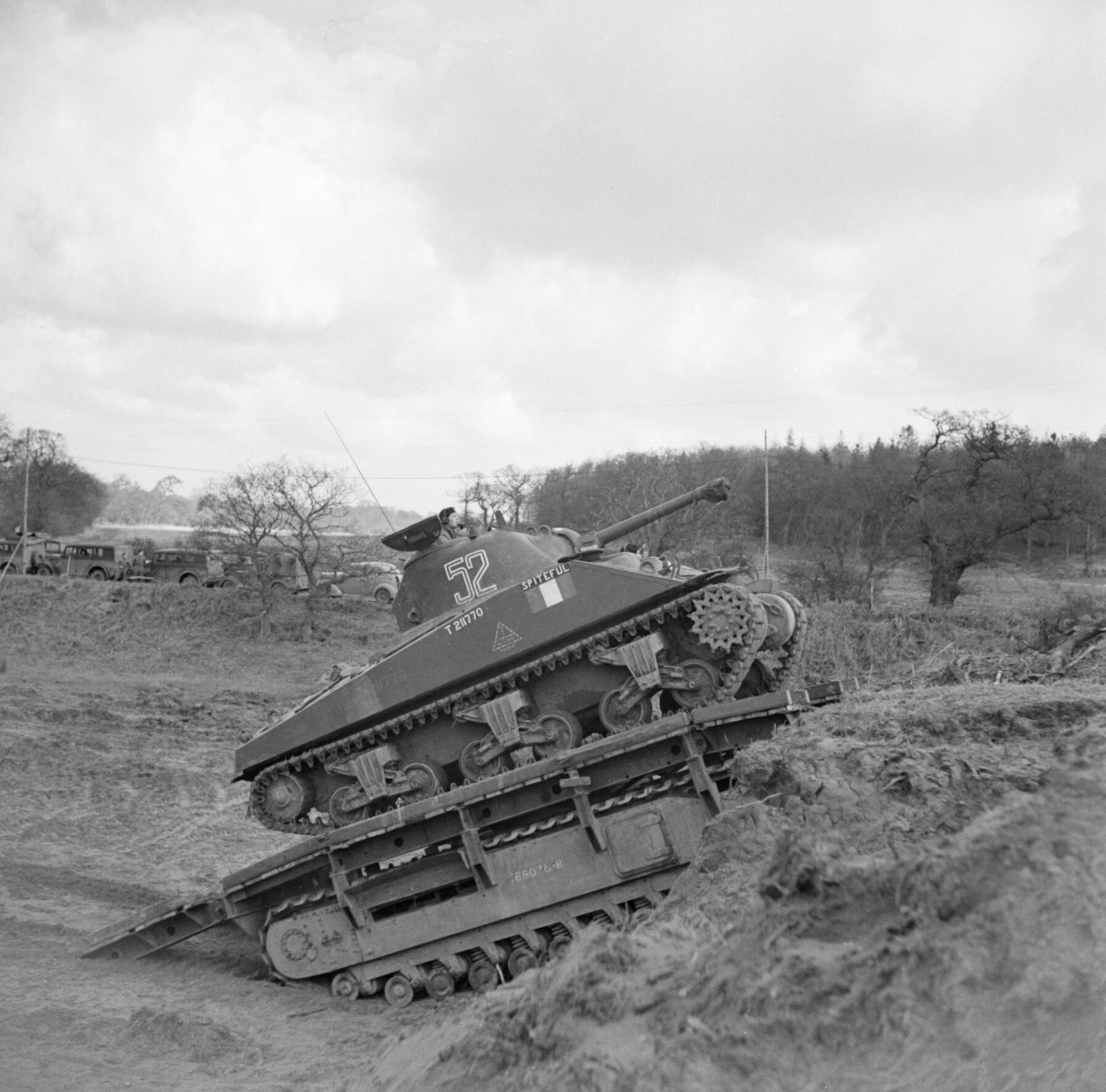
Um carro de combate Sherman utilizando um Churchill ARK para transpor uma escarpa, 79ª Divisão Blindada, 13 de fevereiro de 1944.